# Mario Arnoldo Bueso Yescas
Mario Arnoldo Bueso Yescas, (Santa Rosa de Copán, *2 de agosto de 1944 - † 14 de noviembre de 1999) fue un Profesor, historiador y escritor hondureño.

## Biografía
Mario Arnoldo Bueso Yescas, nació en la ciudad de Santa Rosa de Copán, un 2 de agosto de 1944, hijo del matrimonio compuesto por el señor Ramón Bueso y Concepción Yescas, siendo hermano del también profesor Ramón Arturo y del doctor Edgardo Yescas.  
En 1950 recibió sus primeras clases en el Jardín de Niños (kinder) Ángel G. Hernández -actual Jardin de Niños Feredico C. Canales- seguidamente realizó sus estudios en la escuela Jerónimo J. Reina y los de educación media en el instituto Álvaro Contreras, ambos en la localidad de Santa Rosa de Copán. Después, ingresaría en la antigua Escuela Superior del Profesorado hoy UPNFM, se especializó en docencia en Educación Media; en 1970 se trasladó a Guatemala a recibir un curso de Ciencias Sociales con catedráticos de la Universidad de Nueva York de los Estados Unidos de América; asimismo estudió en la Universidad Nacional de Educación a Distancia (UNED) de España. Casado que estuvo con la profesora Mirna Edith Caballero, con quien procreó a: Mario Arnoldo, Ramón Arturo, Héctor Guillermo y Josue David.
La docencía la ejerció en varios centros educativos, pero fue en el Instituto católico Santo Domingo Savio, que fuera fundado por el sacerdote Héctor Guillermo Chavarría y que funcionaba en el edificio del Palacio Episcopal, en la década de los años setenta junto a su hermano el Profesor Ramón Arturo Bueso Yescas, el Profesor Juvenal Tobías López y la Profesora Mirna Edith Caballero de Bueso, toman las riendas del Instituto “Santo Domingo Savio" de Santa Rosa de Copán, convirtiéndolo en un centro emblema de calidad en la enseñanza en el occidente de Honduras.
Aparte de ser docente de educación media, se desenvolvió como historiador de su ciudad natal, para ello investigó y recopiló suficiente información por espacio de Díez años y con la cual escribió y publicó su obra "Santa Rosa de los Llanos, Cuna de la República" en 1996.
El profesor Bueso Yescas fue nombrado como el 31 Director del Instituto Técnico Ramón Rosa de la ciudad de Gracias, ubicado en el departamento de Lempira, a partir del mes de julio de 1987 hasta su sentido fallecimiento en fecha 14 de noviembre de 1999, a la edad de 55 años. Al profesor Bueso Yescas y a la profesora Tula Herrera Cruz, el Instituto Ramón Rosa le debe el haberlo creado como pionero del Sistema de Educación Media a Distancia o ISEMED.

## Obras escritas

### Históricas
- Santa Rosa de los Llanos, cuna de la república. TOMO 1 Graficentro Editores, Tegucigalpa, Honduras; 1996.
- Santa Rosa de los Llanos, cuna de la república. TOMO 2 Graficentro Editores, Tegucigalpa, Honduras; 2004. (Póstumo)[Nota 2]
- Biografía del Licenciado Jorge Bueso Arías.
- Ensayo histórico sobre la resistencia heroica del cacique Chortí Copán Galel.

Santa Rosa es una ciudad con personalidad, con un pasado grandioso. Mario Arnoldo Bueso Yescas (agosto de 1999)

## Distinciones
- Diploma de Honor al Mérito por sus servicios profesionales, otorgado por el COPEMH (1974)
- Premio Luis Landa (1990)
- Diploma de reconocimiento a la labor docente, otorgado por el Congreso Nacional de Honduras (1994)

## Homenajes póstumos
- Un busto suyo se encuentra en la Casa de la Cultura de Santa Rosa de Copán en homenaje póstumo a su labor.
- El Instituto Mario Arnoldo Bueso Yescas en la Comunidad de Arcilaca, Municipio de Gracias, Lempira.
- Instituto Mario Arnoldo Bueso Yescas, en el municipio de Nueva Arcadia en el Departamento de Copán.